# 沼津宿

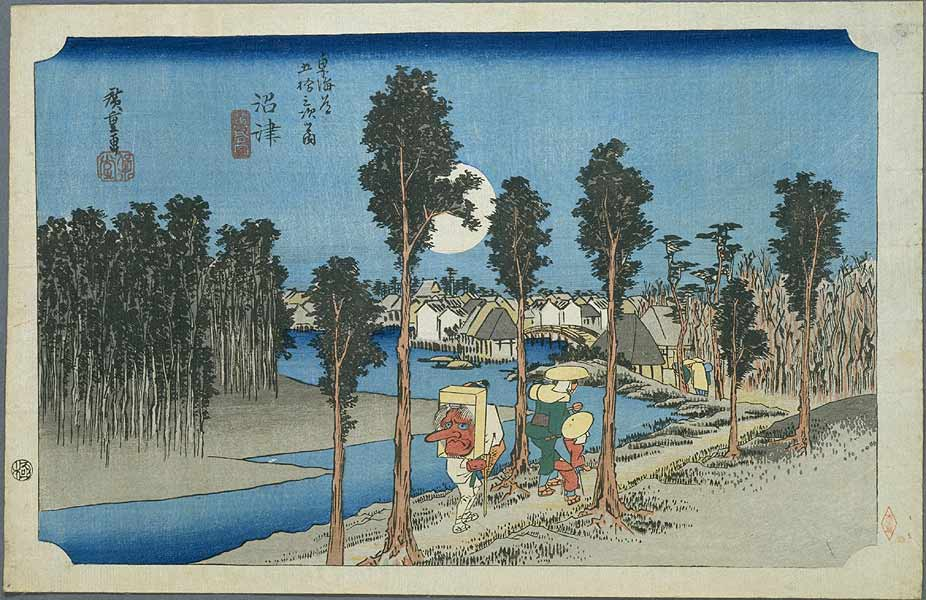
歌川広重『東海道五十三次・沼津』

沼津宿（ぬまづしゅく、ぬまづじゅく）は、東海道五十三次の12番目の宿場である。現在の静岡県沼津市大手町周辺にあった。
本陣3、脇本陣1、旅篭屋55、総戸数1234を数えた。

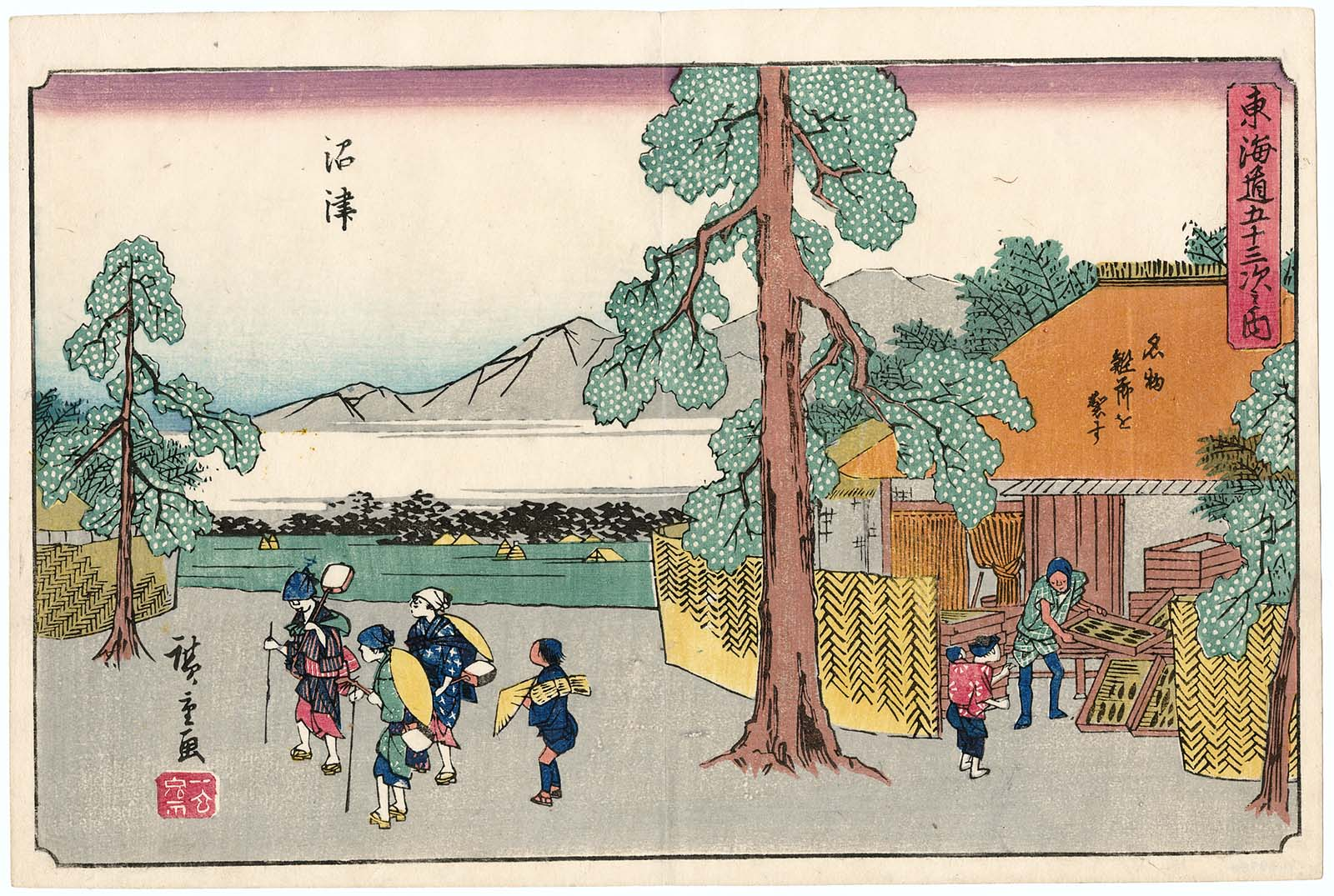
広重画『東海道五十三次之内（行書東海道）沼津 名物鰹節を製す』
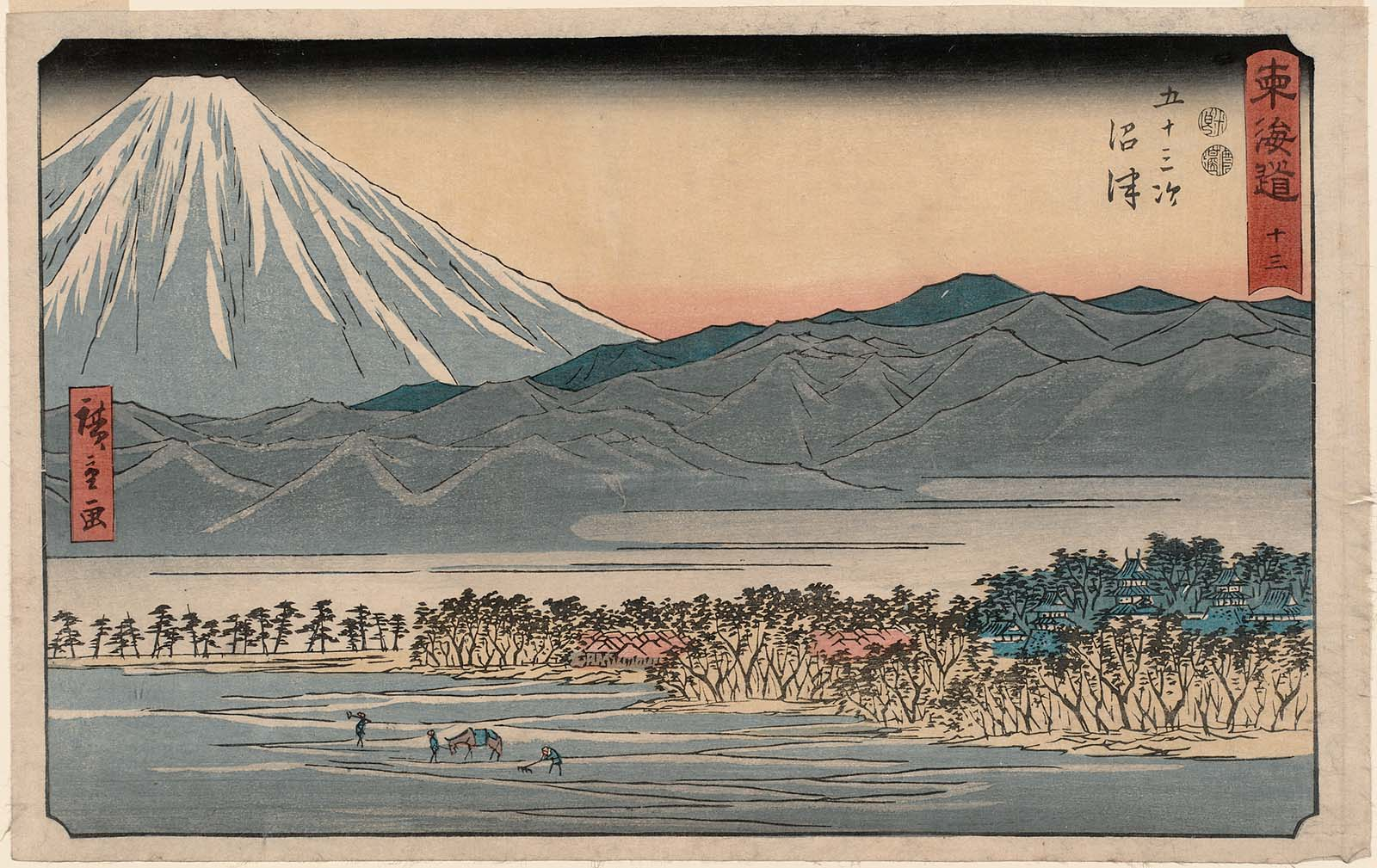
広重『東海道五十三次（隷書東海道）』より「東海道 十三 五十三次 沼津」
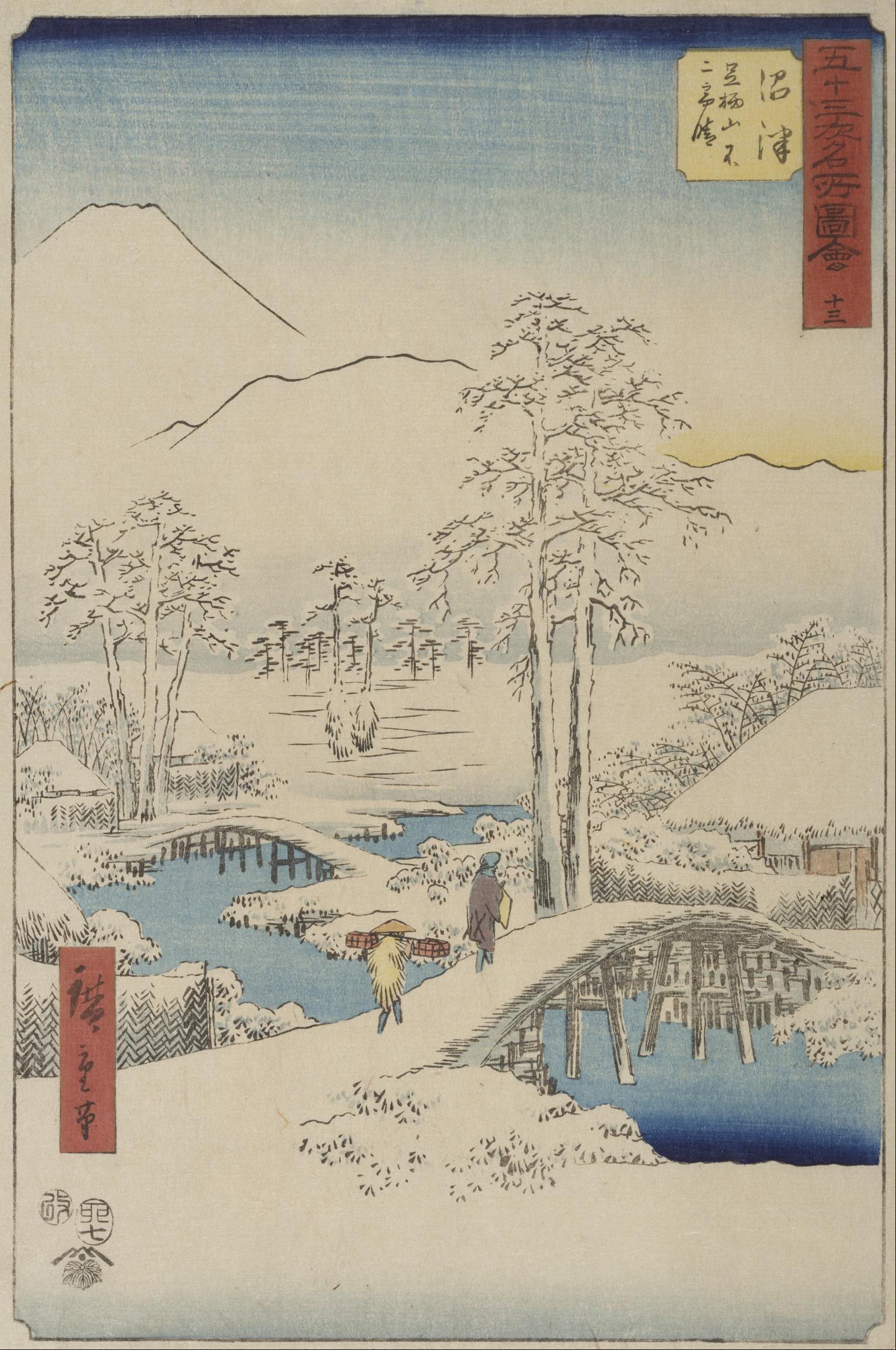
広重『五十三次名所図会 十三 沼津』足柄山不二雪晴』
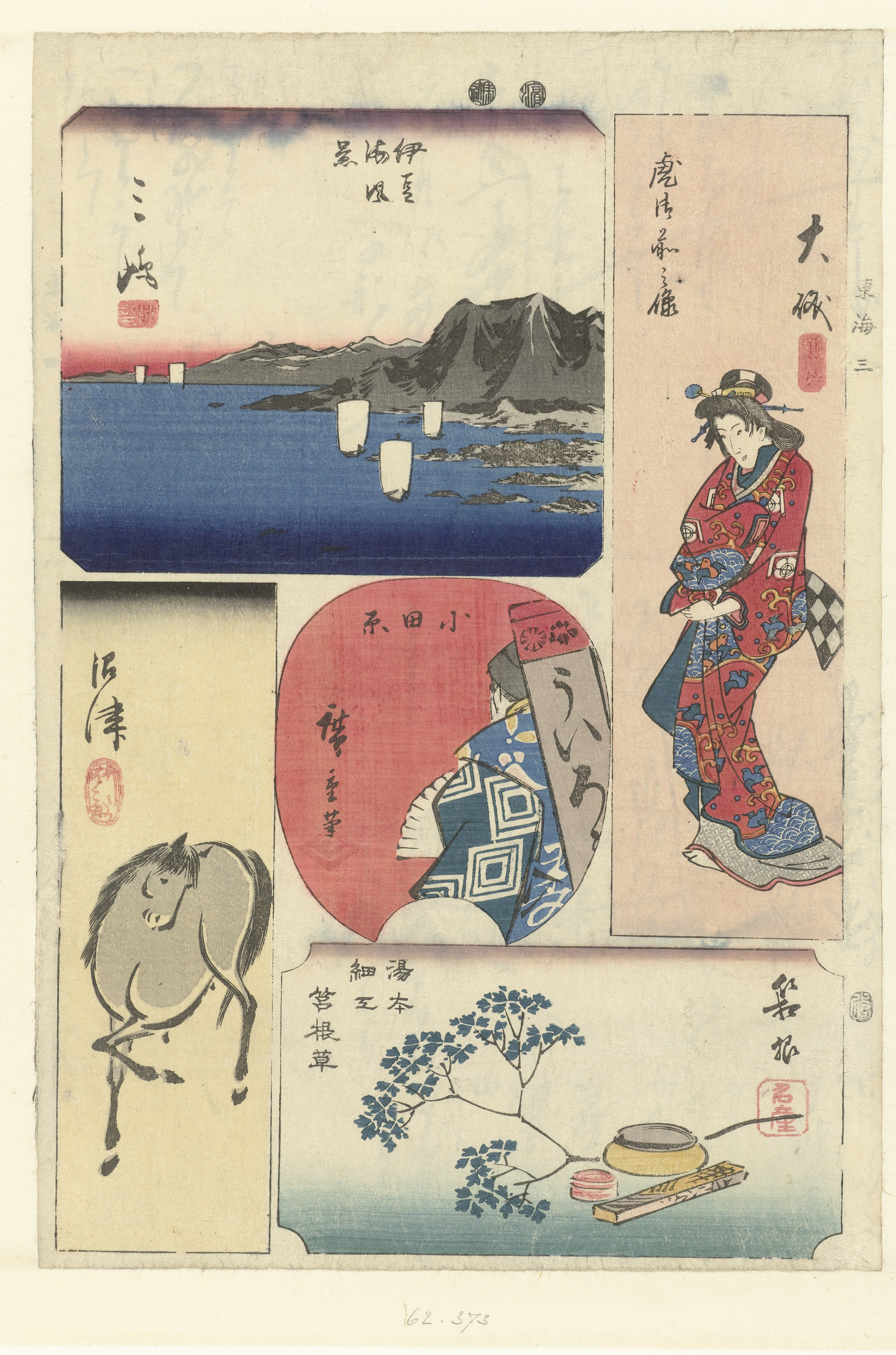
広重 東海道張交図絵「東海三 大磯 小田原 箱根 三島 沼津」
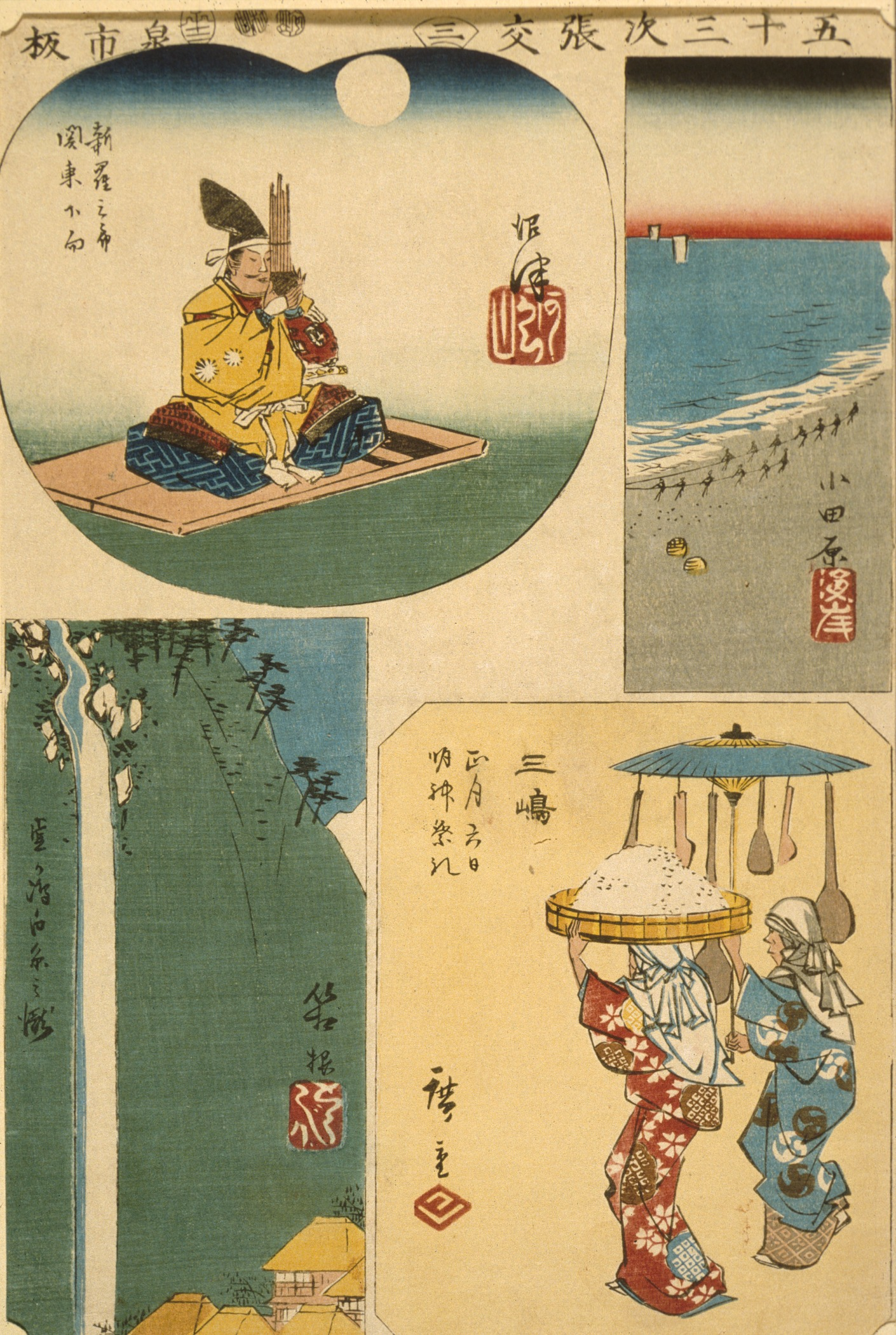
広重 五十三次張交（泉市阪）三「小田原 箱根 三島 沼津」
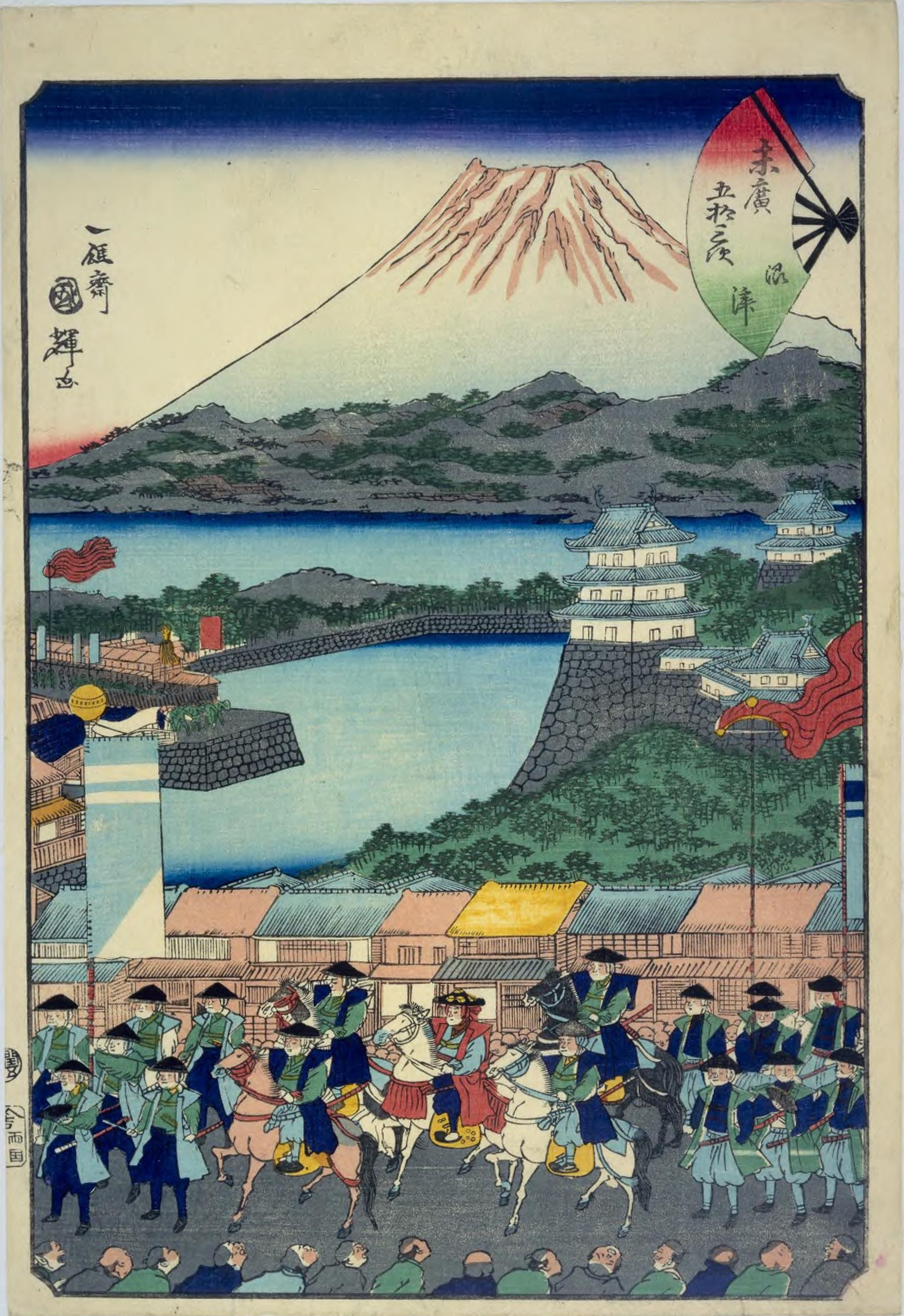
二代目歌川国輝 末広五十三次 沼津
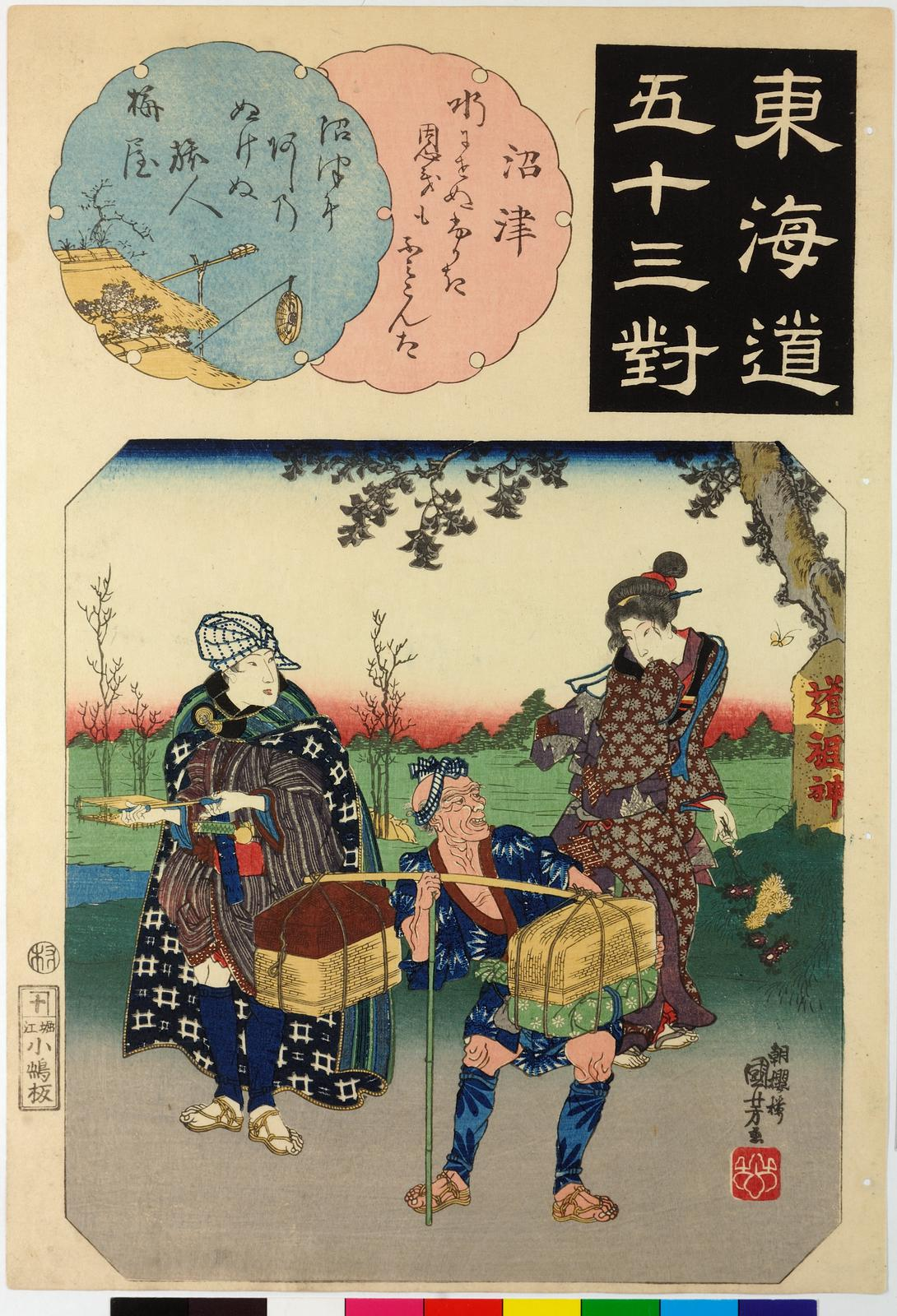
歌川国芳(朝櫻樓國芳) 東海道五十三對 沼津(『鍵屋の辻の決闘』「沼津の段」)
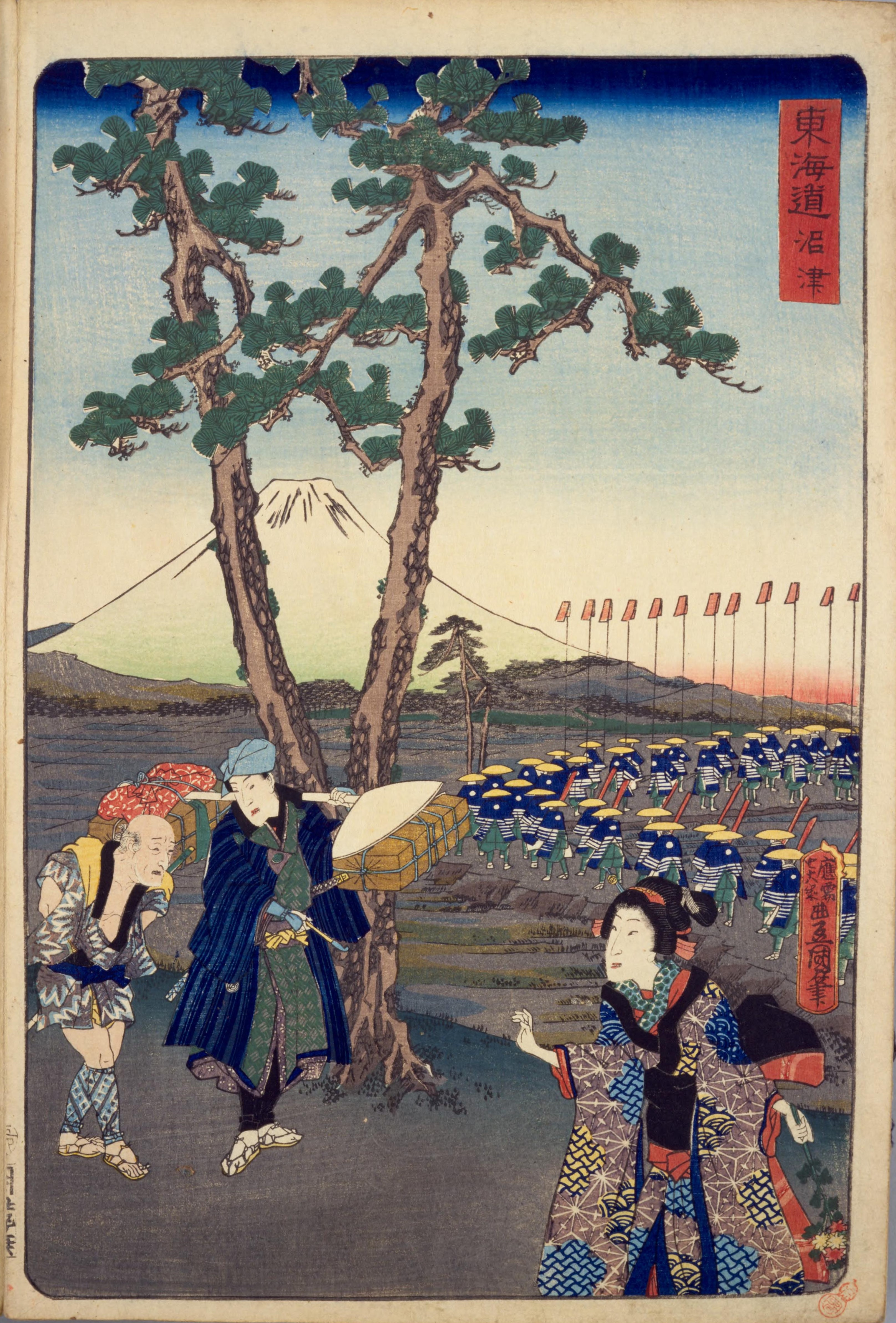
歌川国貞「東海道 沼津」
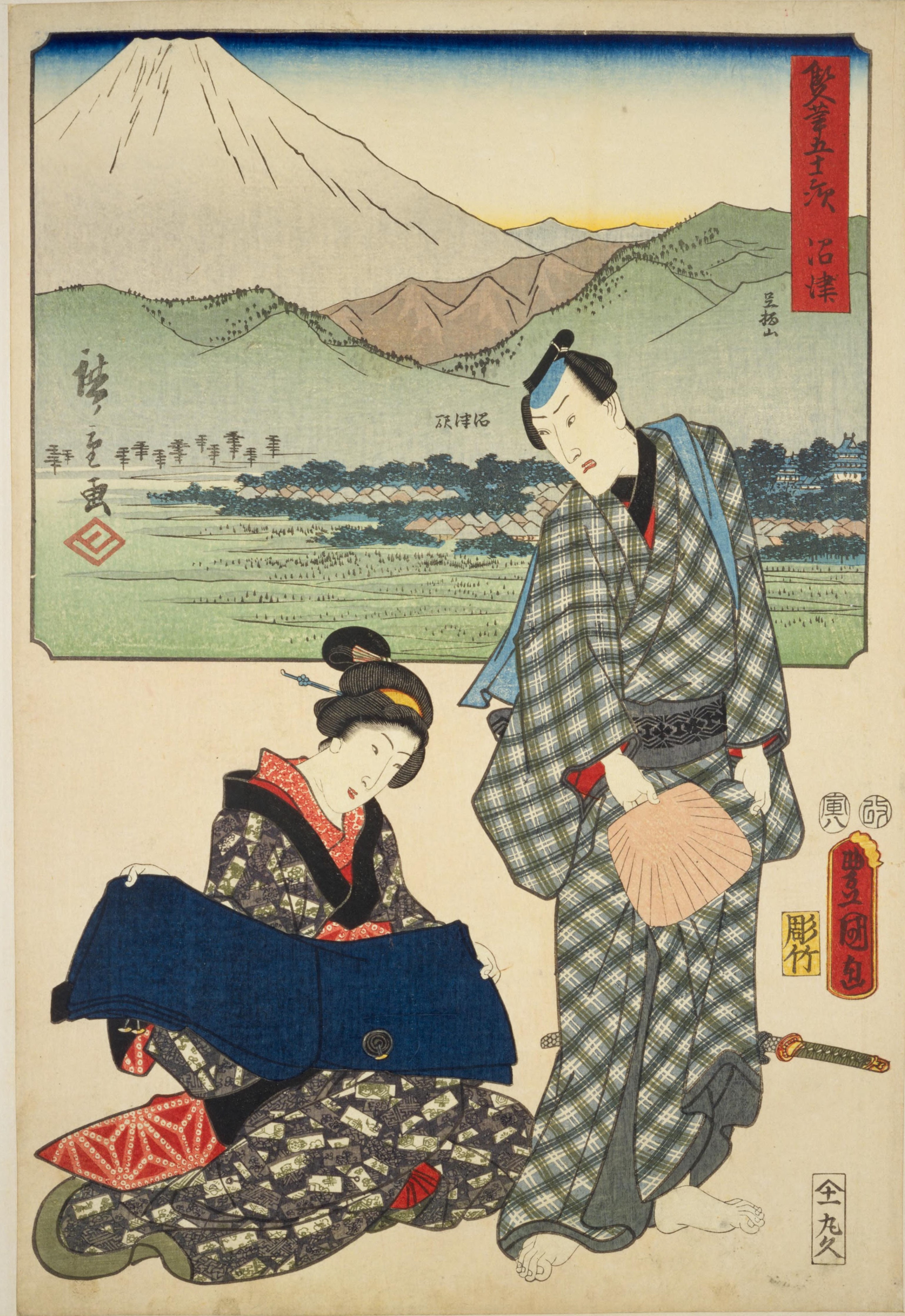
歌川国貞「双筆五十三次 沼津」

## 最寄り駅
JR東海道本線・御殿場線 沼津駅

## 隣の宿場
東海道
三島宿 - 沼津宿 - 原宿